# Deutsche Fünfkampf-Meisterschaft 1949/50

Veranstaltungsort: Mönchengladbach

Die Deutsche Fünfkampf-Meisterschaft 1949/50 war eine Billard-Turnierserie und fand zum sechsten Mal vom 2. bis 6. August in Mönchengladbach statt.

## Geschichte
August Tiedtke gewann in Mönchengladbach bereits zum fünften Mal die deutsche Fünfkampfmeisterschaft. Wie 1948 blieb er im Turnier ungeschlagen. Zweiter wurde der Düsseldorfer Siegfried Spielmann vor dem Kölner Ernst Rudolph.

## Modus
Reihenfolge der Endrechnung in der Abschlusstabelle:
1. PP = Partiepunkte
2. VGD = Verhältnismäßiger Generaldurchschnitt
3. MP = Matchpunkte
4. BVED = Bester Einzel Verhältnismäßiger Durchschnitt

Bei der Berechnung des VGD wurden die erzielten Punkte in folgender Weise berechnet:
Freie Partie: Distanz 200 Punkte (erzielte Punkte mal 1)
Cadre 45/2: Distanz 150 Punkte (erzielte Punkte mal 2)
Einband: Distanz 50 Punkte (erzielte Punkte mal 9)
Cadre 71/2: Distanz 100 (Punkte erzielte Punkte mal 3)
Dreiband: Distanz 20 Punkte (erzielte Punkte mal 40)
Alle Aufnahmen wurden mal 1 gewertet.
Der Fünfkampf wurde auch in dieser Spielfolge gespielt.
In der Endtabelle wurden die erzielten Partiepunkte vor den Matchpunkten und dem VGD gewertet.

## Abschlusstabelle
| Legende | Legende                                       |
| --- | --------------------------------------------- |
| Abk. | Bedeutung                                     |
| Pkt. | erzielte Punkte                               |
| Aufn. | benötigte Aufnahmen                           |
| ED | Einzeldurchschnitt                            |
| GD | Generaldurchschnitt                           |
| VGD | Verhältnismässiger Generaldurchschnitt        |
| BMD | Bester Mannschaftsdurchschnitt                |
| BED | Bester Einzeldurchschnitt                     |
| BSD | Bester Satzdurchschnitt                       |
| BEVD | Bester Einzel Verhältnismässiger Durchschnitt |
| HS | Höchstserie                                   |
| MP | Match Points                                  |
| PP | Partie Punkte                                 |
| G-U-V | Gewonnen-Unentschieden-Verloren               |
| SV | Satzverhältnis                                |
| WRP | Weltranglistenpunkte                          |
| | 1. Platz (Gold)                               |
| | 2. Platz (Silber)                             |
| | 3. Platz (Bronze)                             |
| | Bester GD des Turniers/Runde                  |
| | Bester VGD des Turniers/Runde                 |
| | Bester ED des Turniers/Runde                  |
| | Bester BVGD des Turniers/Runde                |
| | Beste HS des Turniers/Runde                   |
| (Evtl. finden nicht alle Begriffe Anwendung oder einige sind nicht aufgeführt. Diese können in der Liste der Karambolage-Begriffe nachgesehen werden.) |                                               |

| Endklassement | Endklassement                       | Endklassement | Endklassement | Endklassement | Endklassement | Endklassement |
| Platz         | Name                                | PP            | MP            | VGD           | BVED          |               |
| ------------- | ----------------------------------- | ------------- | ------------- | ------------- | ------------- | ------------- |
| 1             | August Tiedtke (Düsseldorf)         | 49:11         | 12:0          | 30,34         | 39,74         |               |
| 2             | Siegfried Spielmann (Immigrath)     | 47:13         | 10:2          | 27,63         | 34,49         |               |
| 3             | Ernst Rudolph (Essen)               | 41:19         | 8:4           | 24,30         | 27,23         |               |
| 4             | Josef Bolz (Köln)                   | 26:34         | 6:6           | 17,44         | 19,33         |               |
| 5             | Peter Schuh (Düsseldorf)            | 18:42         | 4:8           | 18,28         | 20,94         |               |
| 6             | Paul Maassen (Mönchengladbach)      | 17:43         | 2:10          | 16,23         | 19,96         |               |
| 7             | Karlheinz Krienen (Mönchengladbach) | 12:48         | 0:12          | 15,45         | -             |               |

## Disziplintabellen
| Platz | Name                | MP   | Pkte. | Aufn. | GD    | BED    | HS  |
| ----- | ------------------- | ---- | ----- | ----- | ----- | ------ | --- |
| 1     | Siegfried Spielmann | 11:1 | 1200  | 16    | 75,00 | 200,00 | 200 |
| 2     | August Tiedtke      | 11:1 | 1200  | 35    | 34,28 | 100,00 | 199 |
| 3     | Ernst Rudolph       | 8:4  | 996   | 30    | 33,20 | 66,66  | 146 |
| 4     | Josef Bolz          | 4:8  | 662   | 49    | 13,51 | 20,00  | 77  |
| 5     | Paul Maassen        | 4:8  | 573   | 81    | 7,07  | 7,40   | 84  |
| 6     | Karlheinz Krienen   | 2:10 | 590   | 64    | 9,21  | 13,33  | 63  |
| 7     | Peter Schuh         | 2:10 | 533   | 69    | 7,72  | 14,28  | 64  |

| Platz | Name                | MP   | Pkte. | Aufn. | GD    | BED   | HS  |
| ----- | ------------------- | ---- | ----- | ----- | ----- | ----- | --- |
| 1     | Siegfried Spielmann | 12:0 | 900   | 47    | 19,14 | 50,00 | 132 |
| 2     | Ernst Rudolph       | 10:2 | 753   | 46    | 16,36 | 50,00 | 117 |
| 3     | Josef Bolz          | 8:4  | 836   | 82    | 10,19 | 18,75 | 95  |
| 4     | August Tiedtke      | 6:6  | 655   | 56    | 11,69 | 18,75 | 80  |
| 5     | Peter Schuh         | 2:10 | 564   | 63    | 8,95  | 10,71 | 43  |
| 6     | Karlheinz Krienen   | 2:10 | 547   | 64    | 8,54  | 13,63 | 63  |
| 7     | Paul Maassen        | 2:10 | 531   | 92    | 5,77  | 6,81  | 60  |

| Platz | Name                | MP   | Pkte. | Aufn. | GD   | BED   | HS |
| ----- | ------------------- | ---- | ----- | ----- | ---- | ----- | -- |
| 1     | August Tiedtke      | 12:0 | 300   | 82    | 3,65 | 12,50 | 31 |
| 2     | Siegfried Spielmann | 8:4  | 241   | 100   | 2,41 | 4,54  | 19 |
| 3     | Ernst Rudolph       | 7:5  | 256   | 90    | 2,84 | 3,33  | 18 |
| 4     | Josef Bolz          | 6:6  | 273   | 125   | 2,18 | 2,94  | 15 |
| 5     | Peter Schuh         | 4:8  | 208   | 99    | 2,10 | 3,12  | 17 |
| 6     | Karlheinz Krienen   | 3:9  | 197   | 103   | 1,91 | 3,12  | 10 |
| 7     | Paul Maassen        | 2:10 | 237   | 117   | 2,02 | 2,94  | 10 |

| Platz | Name                | MP   | Pkte. | Aufn. | GD    | BED   | HS |
| ----- | ------------------- | ---- | ----- | ----- | ----- | ----- | -- |
| 1     | August Tiedtke      | 10:2 | 552   | 54    | 10,22 | 14,28 | 46 |
| 2     | Ernst Rudolph       | 10:2 | 595   | 66    | 9,01  | 14,28 | 57 |
| 3     | Siegfried Spielmann | 8:4  | 527   | 50    | 10,54 | 16,66 | 58 |
| 4     | Josef Bolz          | 5:7  | 456   | 78    | 5,84  | 8,33  | 52 |
| 5     | Karlheinz Krienen   | 4:8  | 424   | 75    | 5,65  | 12,50 | 33 |
| 6     | Peter Schuh         | 4:8  | 412   | 86    | 4,79  | 4,54  | 30 |
| 7     | Paul Maassen        | 1:11 | 405   | 93    | 4,35  | 6,25  | 27 |

| Platz | Name                | MP   | Pkte. | Aufn. | GD     | BED   | HS |
| ----- | ------------------- | ---- | ----- | ----- | ------ | ----- | -- |
| 1     | August Tiedtke      | 10:2 | 106   | 139   | 0,762  | 1,818 | 5  |
| 2     | Siegfried Spielmann | 8:4  | 100   | 176   | 0,5684 | 0,800 | 6  |
| 3     | Paul Maassen        | 8:4  | 108   | 290   | 0,5681 | 1,666 | 6  |
| 4     | Peter Schuh         | 6:6  | 97    | 156   | 0,621  | 0,869 | 6  |
| 5     | Ernst Rudolph       | 6:6  | 105   | 212   | 0,495  | 0,588 | 4  |
| 6     | Josef Bolz          | 3:9  | 89    | 223   | 0,399  | 0,671 | 5  |
| 7     | Karlheinz Krienen   | 1:11 | 75    | 194   | 0,386  | 0,350 | 4  |